# Marianne Bengtsson
Marianne Bengtsson, senare Marianne de Medici, född 15 januari 1937 i Västervik, död där 30 april 2005, var en svensk skådespelare.
Bengtsson hade en kort filmkarriär under 1950-talets senare hälft. Hon debuterade i Männen i mörker (1955) och kom att medverka i totalt åtta filmer. Hon lämnade därefter filmen och gifte sig 1959 med en italiensk journalist, Marino de Medici. År 1960 flyttade de till Washington, D.C., där hennes man var utrikeskorrespondent för italienska tidningar. Äktenskapet tog slut 1981 och hon återvände därefter till Sverige och Västervik.

## Filmografi
- 1955 – Männen i mörker
- 1955 – Flickan i regnet
- 1956 – Främlingen från skyn
- 1956 – Skorpan
- 1956 – Sången om den eldröda blomman
- 1957 – Nattens ljus
- 1958 – Den store amatören
- 1959 – Bara en kypare

### Fotnoter
1. 1 2  ”Marianne Bengtsson”. Svensk Filmdatabas. http://sfi.se/sv/svensk-filmdatabas/Item/?type=PERSON&itemid=64847&ref=%2ftemplates%2fSwedishFilmSearchResult.aspx%3fid%3d1225%26epslanguage%3dsv%26searchword%3dMarianne+Bengtsson%26type%3dPerson%26match%3dBegin%26page%3d1%26prom%3dFalse. Läst 30 september 2012.
2. ↑  "Flickan i regnet" gjorde ny succéfilm Arkiverad 12 april 2014 hämtat från the Wayback Machine.,  VästerviksTidningen 2009-12-20. Läst 2013-11-10.